# Elliott Van Zandt
 (décembre 2015).
Si vous disposez d'ouvrages ou d'articles de référence ou si vous connaissez des sites web de qualité traitant du thème abordé ici, merci de compléter l'article en donnant les références utiles à sa vérifiabilité et en les liant à la section « Notes et références ».
Elliott Van Zandt, né en 1915, à Hot Springs, aux États-Unis et décédé le 25 octobre 1959, est un ancien entraîneur de basket-ball, de baseball et préparateur physique américain. 

## Biographie
Elliott Van Zandt est préparateur physique du Milan AC en 1958.

## Palmarès
- 3e des Jeux méditerranéens 1951